# Christine Bruns-Özgan
Christine Bruns-Özgan, geborene Bruns, (* 22. September 1954 in Düsseldorf) ist eine deutsch-türkische Klassische Archäologin.

## Leben
Christine Bruns studierte ab 1973 an der Universität Bonn, wo sie 1983 bei Nikolaus Himmelmann promoviert wurde. Dort lernte sie den türkischen Archäologen Ramazan Özgan (* 1942) kennen, den sie 1980 heiratete und dem sie an die Selçuk Üniversitesi in Konya folgte, wo sie als Dozentin und Professorin lehrte. Anschließend war sie bis zu ihrem Ruhestand 2022 Professorin an der Mimar Sinan Üniversitesi in Istanbul.
Von 1988 bis 2006 nahm sie an den von ihrem Mann geleiteten Ausgrabungen in Knidos teil, später auch noch von 2013 bis 2018. Von 2010 bis 2014 führte sie Forschungen in Kolophon durch. Von 2019 bis 2021 war sie stellvertretende Leiterin der deutschen Grabungen in Milet.

## Veröffentlichungen
- Lykische Grabreliefs des 5. und 4. Jahrhunderts v. Chr. (= Istanbuler Mitteilungen Beiheft 33). Wasmuth, Tübingen 1987, ISBN 978-3-8030-1732-1 (Dissertation; Pflichtexemplare mit Lebenslauf).
- Knidos. Ein Führer durch die Ruinen. Selçuk Üniversitesi Fen-Edebiyat Fakültesi Klasik Arkeoloji Bölümü, Konya 2002, ISBN 975-97981-0-7 * Knidos. Ergebnisse der Ausgrabungen von 1996–2006.  Ege Yayınları, Istanbul 2013, ISBN 978-605-4701-30-8.
- Knidos. Reiseführer. Ege Yayınları, Istanbul 2014, ISBN 978-605-63880-2-6.